# Залесе (гміна Окса)
Залесе (пол. Zalesie) — село в Польщі, у гміні Окса Єнджейовського повіту Свентокшиського воєводства.
Населення — 169 осіб (2011).
У 1975-1998 роках село належало до Келецького воєводства.

## Демографія
Демографічна структура на день 31 березня 2011 року:
|          | Загалом | Допрацездатний вік | Працездатний вік | Постпрацездатний вік |
| -------- | ------- | ------------------ | ---------------- | -------------------- |
| Чоловіки | 90      | 23                 | 56               | 11                   |
| Жінки    | 79      | 18                 | 41               | 20                   |
| Разом    | 169     | 41                 | 97               | 31                   |